# 盧高爾山
47°33′18″N 14°43′31″E / 47.55500°N 14.72528°E

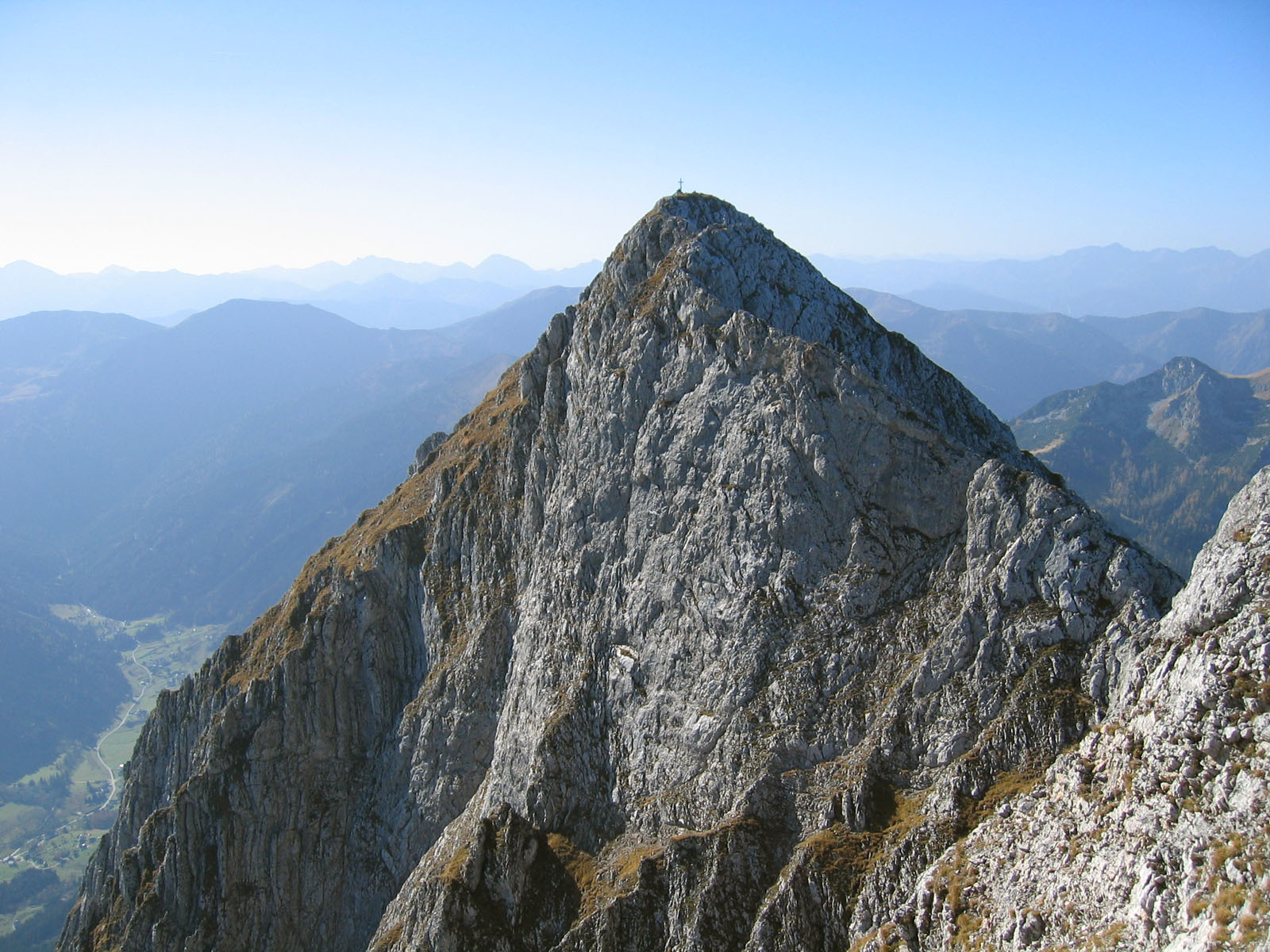

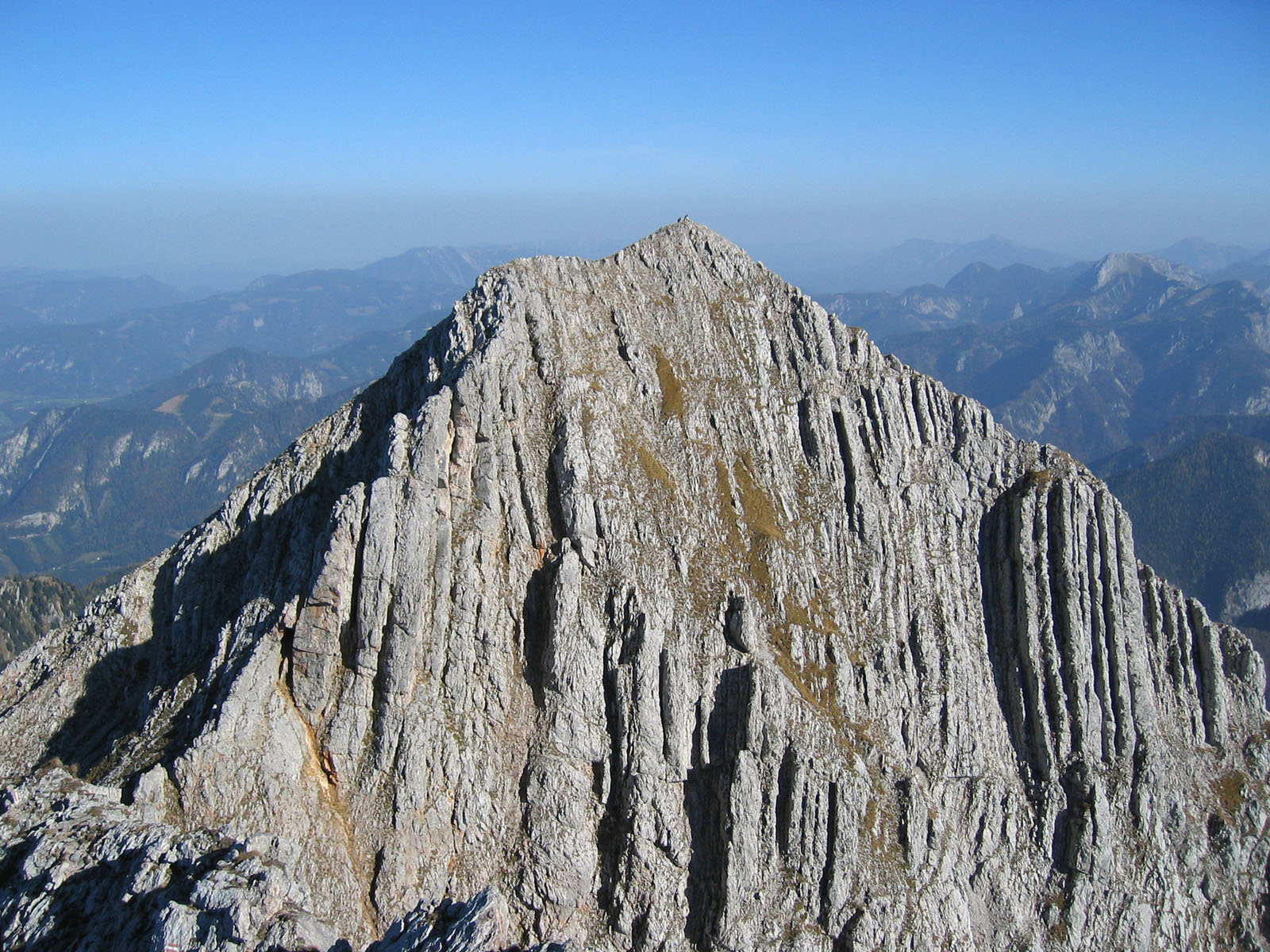

盧高爾山（德語：Lugauer），是奧地利的山峰，位於該國东部，由施泰爾馬克州負責管轄，屬於恩斯塔爾阿爾卑斯山脈的一部分，海拔高度2,217米，每年平均降雨量1,513毫米。